# Meride
Meride es una comuna suiza del cantón del Tesino, situada en el distrito de Mendrisio, círculo de Riva San Vitale. Limita al norte con la comuna de Brusino Arsizio, al este con Riva San Vitale, al sur con Mendrisio, y al oeste con Saltrio (IT-VA), Viggiù (IT-VA), Besano (IT-VA) y Porto Ceresio (IT-VA).